# 博古斯拉夫卡 (博羅瓦區)
49°28′22″N 37°41′20″E / 49.47278°N 37.68889°E
博胡斯拉夫卡（烏克蘭語：Богуславка）是位於烏克蘭東部的村莊，由哈爾科夫州伊久姆區的博罗瓦市镇負責管轄。該村始建於1680年，面積3.13平方公里，海拔高度81米，2015年人口1,156，人口密度每平方公里425.3人。